# 瓦薩萊馬

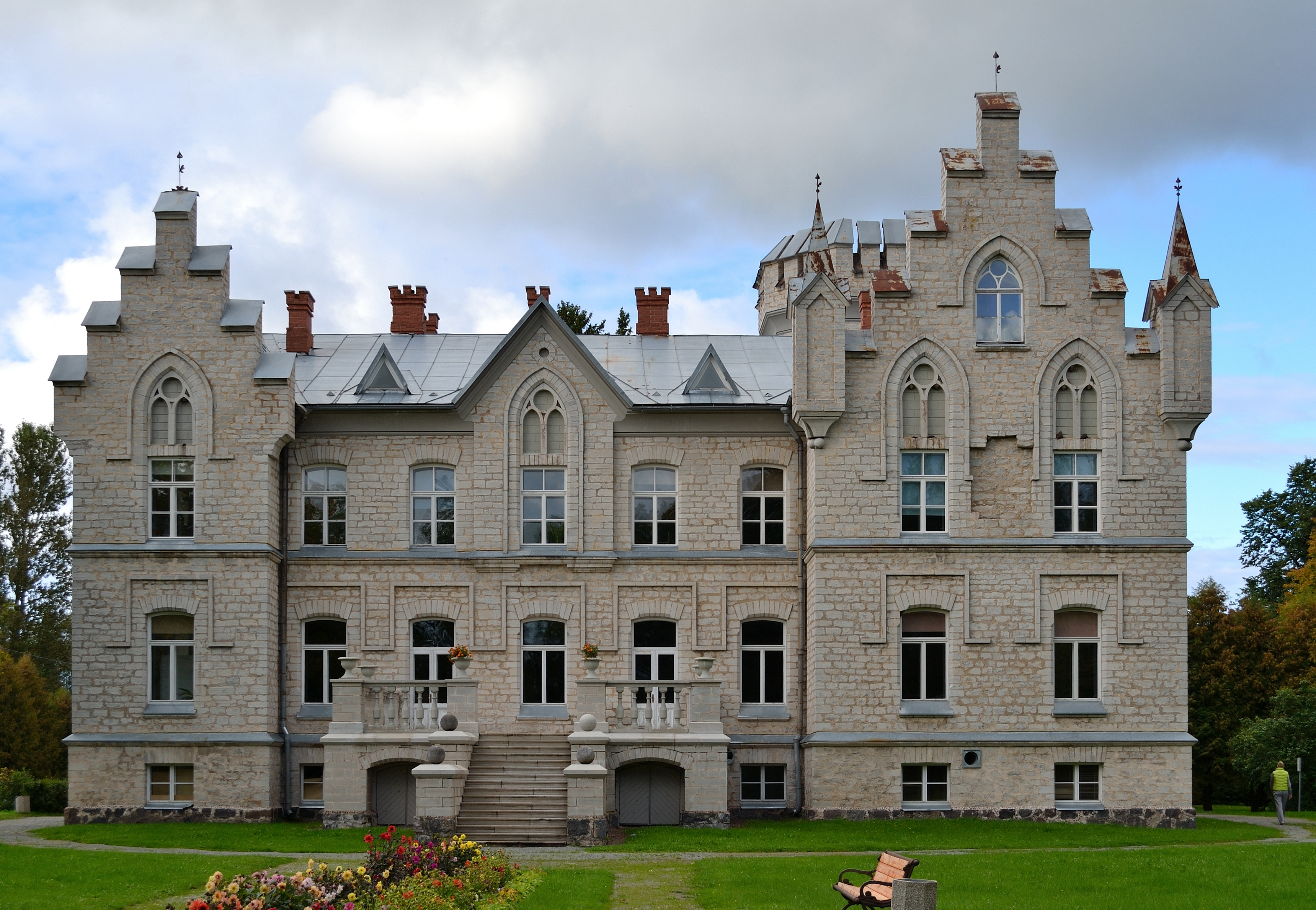
瓦薩萊馬庄园

瓦薩萊馬，是愛沙尼亞哈爾尤縣西哈尔尤市镇内的小鎮，位於該國北部，曾是原瓦薩萊馬市镇的行政中心。距離首都塔林38公里，海拔高度37米，2011年人口879。